# Nguyên Thi Trù
Nguyên Thi Trù, prétendument née le 4 mai 1893 (date incertaine) et décédée le 12 juillet 2016, originaire de la commune de Da Phuoc, dans le district de Binh Thanh, à Hô-Chi-Minh-Ville, est une supercentenaire vietnamienne. Elle est reconnue comme la personne la plus âgée du Vietnam et, depuis 2011, comme la Vietnamienne la plus âgée connue de tous les temps par la World Record Association. Son âge n'a cependant pas été validé par le Livre Guinness des Records et par le Groupe de recherche en gérontologie, du fait qu'aucun document datant du début de son existence n'a pu être présenté pour vérifier ses allégations.

## Biographie
Selon les informations de sa famille et les documents délivrés par le gouvernement vietnamien, Tru est née le 4 mai 1893 dans une famille d'agriculteurs de la commune de Da Phuoc,dans le district de Binh Chanh, à Hô-Chi-Minh-Ville (à l'époque, Saïgon - Gia Dinh). Jeune, Nguyên Thi Trù était une jeune paysanne dynamique qui travaillait aussi dur que les hommes.
Elle a donné naissance à 11 enfants (dont 3 garçons et 8 filles), et lorsqu'elle a été reconnue comme la « femme la plus âgée du monde » en mai 2015, il ne restait à ce moment-là plus qu'une seule personne encore en vie : sa huitième fille, Mme Nguyên Thi De, dépassa l'âge de 91 ans. Elle vit avec la famille de son plus jeune fils, âgé de 72 ans, actuellement décédé.
Nguyên Thi Trù a vécu avec la famille de son plus jeune fils jusqu'à sa mort, à Hô-Chi-Minh-Ville, le 12 juillet 2016, à l'âge de 123 ans et 69 jours. Les autorités locales ont déclaré qu'elle était décédée de causes naturelles en raison de son âge. Sa famille a déclaré que, juste avant son décès, elle pouvait encore terminer ses repas et prendre ses médicaments sans aide extérieure. Ils ont cependant précisé que son esprit n'était plus très vif. Elle vivait avec Nguyen Thi Ba, sa plus jeune belle-fille, âgée de 79 ans (en 2016). Nguyen Thi De, sa huitième fille, a déclaré avoir conservé l'habitude de manger et de boire avec modération jusqu'à sa mort. Ses funérailles ont eu lieu dans sa ville natale et son corps a été inhumé au cimetière de Sai Gon Thien Phuc.

## Longévité
Le 23 avril 2015, la World Records Association (WRA) a officiellement annoncé que Nguyên Thi Trù, résidant actuellement dans le hameau n°5 de la commune de Da Phuoc, district de Binh Chanh, à Hô-Chi-Minh-Ville, était la « femme la plus âgée du monde ».